# 蘭嶼姬兜
蘭嶼姬兜蟲（學名：Xylotrupes philippinensis peregrinus Rowland），為鞘翅目金龜子科中的一種兜蟲，是大姬兜蟲的亞種之一。

## 外觀
雄性成蟲體長約31~45mm，雌性則為31~35mm。由於胸角末端明顯分叉，因此又稱為「雙角仙」。胸角和頭角都比大姬兜蟲的其他亞種來的小而粗短。

## 分布
該物種是分布於蘭嶼、綠島的特有亞種。

## 生態
幼蟲及成蟲的生態，與獨角仙極為類似，產季是5~10月，喜歡陰暗處，性格好鬥。